# 沈何
沈何（1952年12月—），男，汉族，浙江宁波人，中华人民共和国政治人物，曾任中共青海省委常委、秘书长、办公厅主任，青海省人大常委会副主任。